# مباركة بوعيدة
مباركة بوعيدة (2 أكتوبر 1975، لقصابي، كلميم، المغرب) سياسية مغربية، تشغل من 10 أكتوبر 2013 إلى سنة 2016 ، منصب وزيرة منتدبة لدى وزير الشؤون الخارجية والتعاون، في حكومة بنكيران الثانية ثم وزيرة  الدولة للمصايد البحرية في حكومة العثماني بين عامي 2017 و 2019.

## مسيرتها المهنية
تخرجت بوعيدة من المدرسة العليا للتسيير، بالدار البيضاء سنة 1996، ثم نالت شهادة الماستر في التواصل من جامعة تولوز، إضافة لشهادة ماستر إدارة الأعمال من جامعة غرينيتش في لندن، سنة 2002. ارتبط مسارها المهني بقطاع المحروقات، حيث اشتغلت، بين 1998 و2000، بمدريد، في قسم التطوير الدولي لدى شركة سيبسا CEPSA الإسبانية، قبل أن تلتحق بشركة بيتروم Petrom المغربية حيث تقلدت منصبي مديرة قطب المنتوجات الكيميائية، ومديرة مشروع إدماج نظام SAP في مجموعة بيتروم. في يناير 2003، عينت كعضوة بمجلس إدارة المجموعة.

هي من مؤسسي الإذاعة المختصة في الرياضة راديو مارس، حيث تمتلك 30 بالمائة من الأسهم.

## مسيرتها السياسية
على المستوى السياسي، أصبحت عضوة في المجلس الوطني لحزب التجمع الوطني للأحرار في 2004، ثم عضوة في المكتب السياسي، سنة 2007، سنة انتخابها كعضوة في مجلس النواب المغربي. انتخبت كرئيسة للجنة الشؤون الخارجية والدفاع الوطني والشؤون الإسلامية، في نفس المجلس، سنة 2010. في 2013 تم تعيينها كوزيرة منتدبة في الخارجية ضمن حكومة بنكيران الثانية.
تم تتويجها في منتدى دافوس بلقب «قائدة عالمية شابة» في مجال السياسة لسنة 2012، تكريماً لمساهماتها المتعددة في المجتمع.

## جوائز تقديرية
في نوفمبر 2020 ، تسلمت مباركة بوعيده درع سيدة العام التي تمنحها جمعية «بوابات فاس».

## وصلات خارجية
الموقع الشخصي لمباركة بوعيدة